# Taramassus
Taramassus is een geslacht van rechtvleugeligen uit de familie veldsprinkhanen (Acrididae). De wetenschappelijke naam van dit geslacht is voor het eerst geldig gepubliceerd in 1907 door Giglio-Tos.

## Soorten
Het geslacht Taramassus omvat de volgende soorten:
- Taramassus cervus Giglio-Tos, 1907
- Taramassus cunctator Karsch, 1900
- Taramassus dirshi Baccetti, 1962
- Taramassus phyllocerus Ramme, 1929
- Taramassus platycerus Uvarov, 1953
- Taramassus zavattarii Salfi, 1939